# 이수성 (태평천국)

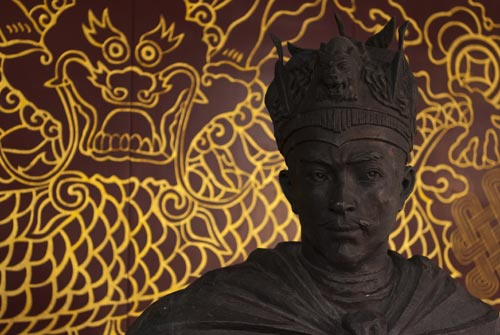
이수성 동상

이수성(중국어: 李秀成, 병음: Lǐ Xiùchéng 리슈청[*], 1823년 광시성 텅현 ~ 1864년 8월 7일 난징 장닝구)은 태평천국의 충왕이다.
하카계 출신이며 광시 성 등현의 빈농으로 홍수전이 거사할 당초에는 병졸에 불가했으나, 군공에 의해 누진하였다. 1856년 내분으로 인해 양수청, 위창휘가 함께 살해되고, 석달개 또한 태평군으로부터 이탈한 후, 영왕 진옥성과 함께 태평천국을 사수하여 창저우, 우시, 쑤저우와 강남의 주요 도시를 점령하고, 상하이를 위협하면서 상승군과 역전하는 등 태평군 최후의 빛을 발하였다.
1864년 천경이 함락된 후 홍수전의 아들을 옹호하고 탈출을 꾀하였으나, 증국번의 상군에게 잡히어 처형되었다. 그때 천국 내부사정을 기술하여 제출하였다고 하는 「이수성공장(李秀成供壯)」이 있다.